# イアーピュクス

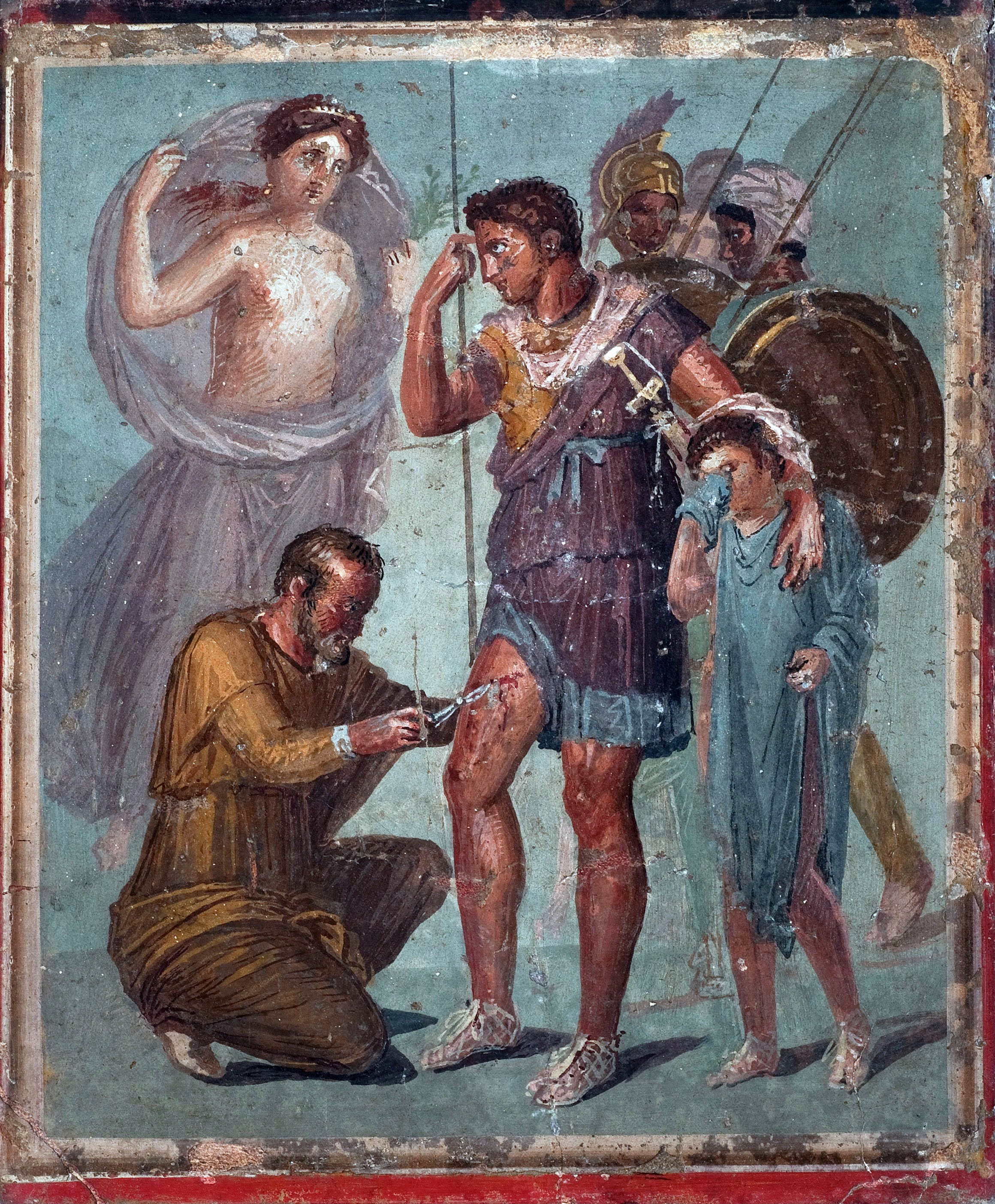
アイネイアースを治療する老医師イアーピュクス。ポンペイで発見されたフレスコ画。ナポリ国立考古学博物館所蔵。

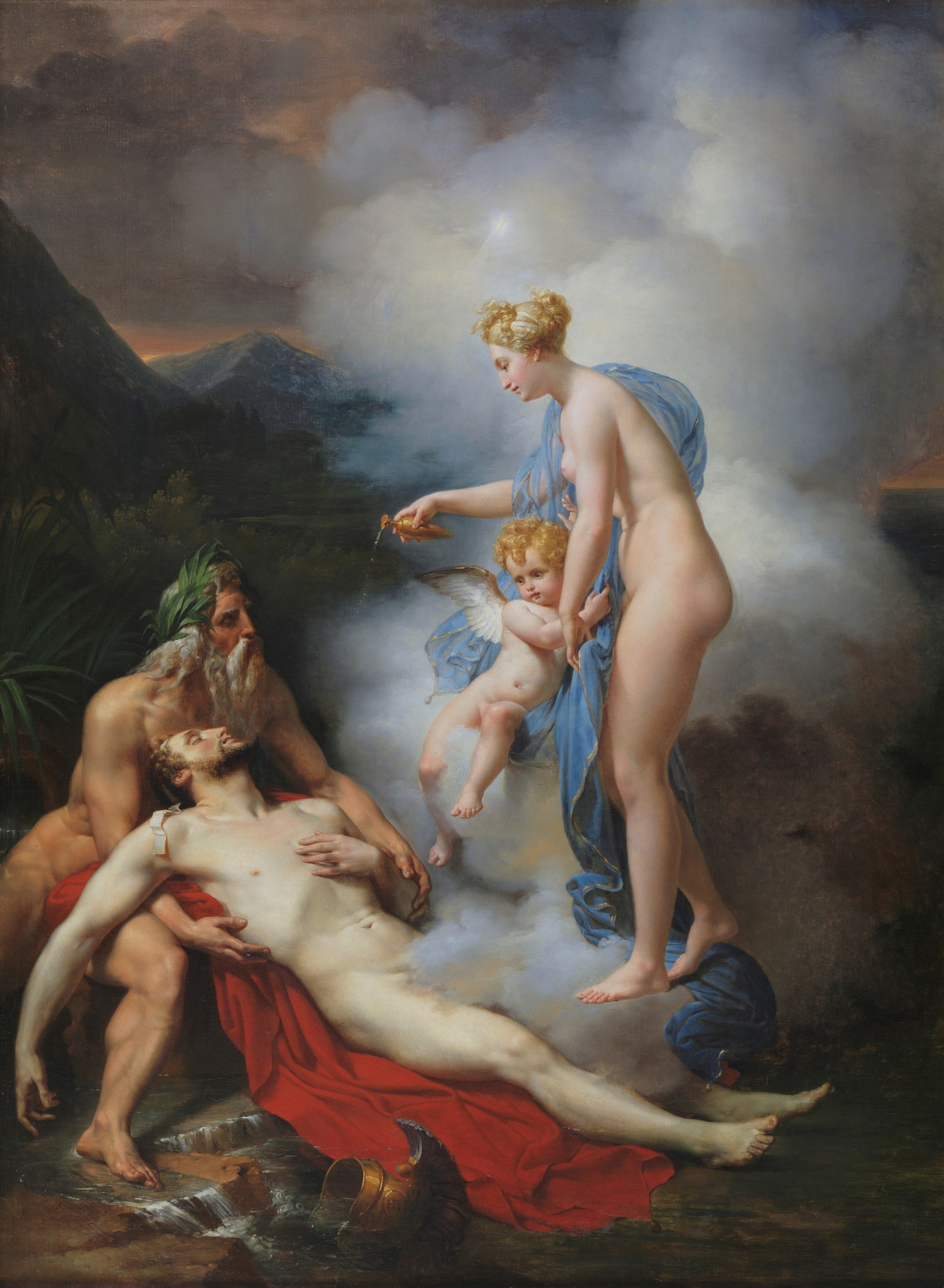
メリー＝ジョゼフ・ブロンデルの1820年の絵画『アエネアスを癒すヴィーナス』。プラド美術館所蔵。

イアーピュクス（古希: Ἰάπυξ, Iāpyx）は、ギリシア神話の人物である。長音を省略してイアピュクスとも表記される。主に、
- リュカーオーンの子
- イーアソスの子

が知られている。以下に説明する。

## リュカーオーンの子
このイアーピュクスは、アルカディアー地方の王リュカーオーンの子で、ダウニオス、ペウケティオスと兄弟。コロポーンのニーカンドロスに基づくアントーニーヌス・リーベラーリスの物語によると、彼ら兄弟はイリュリア地方で人を集め、メッサピオス率いるイリュリア人の移民とともに南イタリアに移住した。彼らは移住すると指導者たちの名前を取って、人々をダウニオイ族、ペウケティオイ族、メッサピオイ族に三分し、イアーピュクスの名前を取って全部族をイアーピュゲア人と名づけた。
これに対して、地理学者ストラボーンによると、イアーピュクスはダイダロスとクレータ出身の女性との間に生まれた子供である。彼はクレータ人の移民を率いて南イタリアに移住したため、ダウニア地方までの住人はイアーピュゲア人と呼ばれたという。しかしストラボーンは他の場所ではヘーロドトスの説について言及しながら、イアーピュクスはダイダロスを追跡するミーノース王の船団の指揮官の1人であり、本隊からはぐれてブルンディシウムを再建したと述べている。
さらに別の説によると、イアーピュクスはイーカディオスの兄弟であるという。

## イーアシオスの子
このイアーピュクスは、ウェルギリウスの叙事詩『アエネーイス』に登場する老医師。トロイアー人イーアシオスの子。
イアーピュクスはアポローン神から大変な寵愛を受けた人物で、神自ら予言と竪琴、弓矢の業を授けようとした。しかしイアーピュクスは余命わずかであった父を延命させるため、医術を学ぶことを選び、その道を究めた。後にトロイアーが陥落すると、すでに老齢に達していたイアーピュクスはアイネイアースにしたがってイタリア半島へ航海した。
アイネイアースがトゥルヌス軍との戦いで矢傷を負ったとき、ムネーステウス、アカーテース、息子のアスカニオスはアイネイアースを後方に運び去った。アイネイアースは身体を槍で支えながら歩き、切開して鏃を取り出し、戦場に戻すよう命じた。イアーピュクスはアイネイアースのもとに駆けつけたが、いかなる処置も効果がなかった。しかし姿を隠したアプロディーテー（ローマ神話のウェヌス）がクレータ島のイーデー山に赴いて薬草ディクタムヌスを摘み取り、イアーピュクスが汲んだ川水に浸し、さらにアムブロシアーとパナケイアをふりかけた。イアーピュクスがそのことに気づかないままアイネイアースの傷口を洗うと、不思議なことに激痛が消え去り、流血が止まったうえに、傷口から鏃が抜け落ちた。イアーピュクスはすぐさま神の御業によるものと考え、アイネイアースを励まして戦場に送り出した。